# Línea Yūrakuchō
La Línea Yūrakuchō (有楽町線 Yūrakuchō-sen?) es una línea de tránsito rápido en masa, en Tokio, Japón, parte del sistema del metro de Tokio. La línea de 28,3 kilómetros conecta la estación Wakōshi Wako, Saitama, con la estación de Shin-Kiba en Koto, Tokio. En los mapas y carteles, la línea se muestra en oro, a menudo como de color amarillo; estaciones llevan la letra Y seguida de un número de dos dígitos. Su número de planificación de línea es el 08, aunque en la práctica este número es asignado solo a la sección sur de Kotake-Mukaihara a Shin-Kiba, siendo el 13 el número de la parte norte, de Kotake-Mukaihara a Wakōshi. Esto indica que la sección es una rama de la línea Fukutoshin, con la que comparte número.

## Historia
- 30 de octubre de 1974: La sección entre las estaciones Ikebukuro y Ginza-itchōme fue inaugurado.
- 27 de marzo de 1980: Abre Ginza-itchōme - Shintomichō.
- 24 de junio de 1983: Eidan Narimasu (actual Chikatetsu Narimasu) - Ikebukuro
- 1 de octubre de 1983: Comienzan a operar la vía Seibu, la línea Seibu Yūrakuchō Kotake-Mukaihara - Shin-Sakuradai
- 25 de agosto de 1987: Wakōshi - Eidan Narimasu. Da servicio desde la Línea Tōbu Tōjō.
- 8 de junio de 1988: Shintomichō - Shin-kiba, la línea actual queda completada.
- 18 de marzo de 1993: Se introduce el 07 series EMUs.
- 7 de diciembre de 1994: Cuádruple vía de Kotake-Mukaihara a Ikebukuro. La nueva sección de doble vía fue nombrada "Nueva línea Yurakucho", para todos los trenes la terminal queda en Ikebukuro, y no se detienen en Senkawa ni Kanamechō.
- 26 de marzo de 1998: Comienza a operar en Seibu la Línea Ikebukuro.
- 1 de abril de 2004: Al acordar la privatización, la administración cambió el nombre de Teito Autoridad de Tránsito Rápido a Tokio Metro.
- 31 de octubre de 2005: Se introducen vagones solo para mujeres.
- 1 de septiembre de 2006: Se introduce el Tōkyō Metro 10000.
- 3 de mayo de 2008: El servicio expreso limitado "Bay Resort" comenzó (operado por Odakyū)
- 14 de junio de 2008: Metro de Tokio inicia sus operaciones en la Línea Fukotoshin. La nueva línea Yurakucho queda anexa a esta, dando servicio entre Wakōshi y Kotake-Mukaihara.
- 26 de marzo de 2017: El servicio expreso limitado S-Train comenzó (operado por Seibu).

## Estaciones
| Código | Estación            | Japonés    | Longitud (km)    | Longitud (km) | Expreso limitado | Expreso limitado             | Transferencias | Ubicación | Ubicación |
| Código | Estación            | Japonés    | Entre estaciones | Total         | S-Train          | Bay Resort                   | Transferencias | Ubicación | Ubicación |
| ------ | ------------------- | ---------- | ---------------- | ------------- | ---------------- | ---------------------------- | --- | --------- | --------- |
| Y-01   | Wakōshi             | 和光市     | -                | 0,0           | [ * 1 ]          | [ * 2 ]                      | - Línea Fukutoshin (F-01) - Línea Tōbu Tōjō (servicio recíproco a Shinrinkōen)                                                                  | Wakō      | Saitama   |
| Y-02   | Chikatetsu-Narimasu | 地下鉄成増 | 2,2              | 2,2           | [ * 1 ]          | [ * 2 ]                      | - Línea Fukutoshin (F-02) - Línea Tōbu Tōjō (Narimasu)                                                                                          | Itabashi  | Tokio     |
| Y-03   | Chikatetsu-Akatsuka | 地下鉄赤塚 | 1,4              | 3,6           | [ * 1 ]          | [ * 2 ]                      | - Línea Fukutoshin (F-03) - Línea Tōbu Tōjō (Shin-Akatsuka)                                                                                     | Nerima    | Tokio     |
| Y-04   | Heiwadai            | 平和台     | 1,8              | 5,4           | [ * 1 ]          | [ * 2 ]                      | * Línea Fukutoshin (F-04) | Nerima    | Tokio     |
| Y-05   | Hikawadai           | 氷川台     | 1,4              | 6,8           | [ * 1 ]          | [ * 2 ]                      | Línea Fukutoshin (F-05) | Nerima    | Tokio     |
| Y-06   | Kotake-Mukaihara    | 小竹向原   | 1,5              | 8,3           | \|               | [ * 2 ]                      | - Línea Fukutoshin (F-06) - Línea Seibu Yūrakuchō                                                                                               | Nerima    | Tokio     |
| Y-07   | Senkawa             | 千川       | 1,0              | 9,3           | \|               | [ * 2 ]                      | Línea Fukutoshin (F-07) | Toshima   | Tokio     |
| Y-08   | Kanamechō           | 要町       | 1,0              | 10,3          | \|               | [ * 2 ]                      | Línea Fukutoshin (F-08) | Toshima   | Tokio     |
| Y-09   | Ikebukuro           | 池袋       | 1,2              | 11,5          | [ * 3 ]          | [ * 2 ]                      | - Línea Marunouchi (M-25) - Línea Fukutoshin (F-09) - Línea Yamanote - Línea Saikyō - Línea Shōnan-Shinjuku - Línea Tōbu Tōjō - Línea Ikebukuro | Toshima   | Tokio     |
| Y-10   | Higashi-Ikebukuro   | 東池袋     | 0,9              | 12,4          | \|               | [ * 2 ]                      | Línea Toden Arakawa (Higashi-Ikeburuo-Yonchōme)                                                                                                 | Toshima   | Tokio     |
| Y-11   | Gokokuji            | 護国寺     | 1,1              | 13,5          | \|               | [ * 2 ]                      | | Bunkyō    | Tokio     |
| Y-12   | Edogawabashi        | 江戸川橋   | 1,3              | 14,8          | \|               | [ * 2 ]                      | | Bunkyō    | Tokio     |
| Y-13   | Iidabashi           | 飯田橋     | 1,6              | 16,4          | ●                | [ * 2 ]                      | - Línea Tōzai (T-06) - Línea Namboku (N-10) - Línea Toei Ōedo (E-06) - Línea Chūō-Sōbu                                                          | Shinjuku  | Tokio     |
| Y-14   | Ichigaya            | 市ヶ谷     | 1,1              | 17,5          | \|               | [ * 2 ]                      | - Línea Namboku (N-09) - Línea Toei Shinjuku (S-04) - Línea Chūō-Sōbu                                                                           | Chiyoda   | Tokio     |
| Y-15   | Kōjimachi           | 麹町       | 0,9              | 18,4          | \|               | [ * 2 ]                      | | Chiyoda   | Tokio     |
| Y-16   | Nagatachō           | 永田町     | 0,9              | 19,3          | \|               | [ * 2 ]                      | - Línea Hanzōmon (Z-04) - Línea Namboku (N-07) - Línea Ginza (Akasaka-Mitsuke: G-05) - Línea Marunouchi (Akasaka-Mitsuke: M-13)                 | Chiyoda   | Tokio     |
| Y-17   | Sakuradamon         | 桜田門     | 0,9              | 20,2          | \|               | \|                           | | Chiyoda   | Tokio     |
| Y-18   | Yūrakuchō           | 有楽町     | 1,0              | 21,2          | ●                | \|                           | - Línea Yamanote - Línea Keihin-Tōhoku - Línea Hibiya (Hibiya: H-07) - Línea Chiyoda (Hibiya: C-09) - Línea Toei Mita (Hibiya: I-08)            | Chiyoda   | Tokio     |
| Y-19   | Ginza-Itchōme       | 銀座一丁目 | 0,5              | 21,7          | \|               | \|                           | | Chūō      | Tokio     |
| Y-20   | Shintomichō         | 新富町     | 0,7              | 22,4          | \|               | \|                           | | Chūō      | Tokio     |
| Y-21   | Tsukishima          | 月島       | 1,3              | 23,7          | \|               | \|                           | Línea Toei Ōedo (E-16) | Chūō      | Tokio     |
| Y-22   | Toyosu              | 豊洲       | 1,4              | 25,1          | ●                | ●                            | Yurikamome | Kōtō      | Tokio     |
| Y-23   | Tatsumi             | 辰巳       | 1,7              | 26,8          |                  | \|                           | | Kōtō      | Tokio     |
| Y-24   | Shin-Kiba           | 新木場     | 1,5              | 28,3          | ●                | - Línea Keiyō - Línea Rinkai | | Kōtō      | Tokio     |

1. ↑  El servicio expreso limitado S-Train es operado por Seibu Railway; este servicio opera de lunes a viernes en horas pico con una recorrida entre Toyosu y Tokorozawa (una estación en la Línea Ikebukuro de Seibu).
2. ↑  El servicio expreso limitado Bay Resort es operado por Odakyū; este servicio tiene una recorrida entre Shin-Kiba y Hon-Atsugi (una estación en la Línea Odawara de Odakyū). Hay una conexión de vías entre la estación Sakuradamon y la estación Kasumigaseki en la Línea Chiyoda.
3. ↑  El servicio expreso limitado S-Train tiene una parada a Ikebukuro en los fines de semana, cuando este servicio tiene una recorrida entre la estación Seibu-Chichibu de la Línea Seibu Chichibu y la estación Motomachi-Chūkagai de la Línea Minatomirai a través de la Línea Fukutoshin. La parada a Ikebukuro es sólo para desembarcar pasajeros.